# Party Girl (1958)
Party Girl is een Amerikaanse film noir uit 1958 onder regie van Nicholas Ray. De film werd destijds uitgebracht onder de titel Animeermeisjes.

## Verhaal
De oneerlijke advocaat Thomas Farrell raakt gefrustreerd over zijn manier van leven, wanneer hij verliefd wordt op het animeermeisje Vicky. Ze trachten allebei los te komen uit hun bandeloze leven in Chicago.

## Rolverdeling
| Acteur         | Personage            |
| -------------- | -------------------- |
| Robert Taylor  | Thomas Farrell       |
| Cyd Charisse   | Vicki Gaye           |
| Lee J. Cobb    | Rico Angelo          |
| John Ireland   | Louis Canetto        |
| Kent Smith     | Jeffrey Stewart      |
| Claire Kelly   | Genevieve            |
| Corey Allen    | Cookie La Motte      |
| Lewis Charles  | Danny Rimett         |
| David Opatoshu | Lou Forbes           |
| Kem Dibbs      | Joey Vulner          |
| Patrick McVey  | Rechercheur O'Malley |
| Barbara Lang   | Ginger D'Amour       |
| Myrna Hansen   | Joy Hampton          |
| Betty Utey     | Cindy Consuelo       |